# Görtschitztal Straße
Die Görtschitztal Straße (B 92) ist eine Landesstraße in Österreich. Sie hat eine Länge von 62,5 km und führt von Klagenfurt aus bis an den westlichen Rand der Seetaler Alpen. Die Straße verläuft dabei zunächst entlang der Gurk bis Brückl, danach entlang der namensgebenden Görtschitz bis Hüttenberg. Hier läuft die Straße parallel zur Görtschitztalbahn. Von dort wird über das Hörfeld und Mühlen die Friesacher Straße (B 317) angeschlossen.

## Geschichte
Die Görtschitztal Straße ist laut Itinerarium Antonini und Tabula Peutingeriana Teil des alten Römerwegs von Virunum über Hüttenberg und dem Perchauer Sattel ins Murtal nach Iuvavum, der einem noch älteren Keltenweg folgte. Der an ihr gelegene Hüttenberg war schon in dieser Zeit ein bedeutendes Erzabbaugebiet, so dass sich entlang der Straße sowohl Spuren von frühzeitlichen Erzberkwerken als auch verschiedene denkmalgeschützte Hüttenanlagen finden.
Die Görtschitztal Straße gehörte seit dem 1. Jänner 1950 zum Netz der Bundesstraßen in Österreich. Sie entstand aus der Verbindung von zwei früheren Landesstraßen:
- Die Freudenberger Straße, die von Klagenfurt über Freudenberg bis Brückl führte, wurde 1866 als eine von 58 Kärntner Bezirksstraßen aufgezählt[4] und gehört seit dem 1. Jänner 1872 zum Netz der Kärntner Landesstraßen.[5]

- Die Ebersteiner und Hüttenberger Straße, die von Brückl über Eberstein und Hüttenberg bis zur steirischen Grenze führte, wurde 1866 als eine von 58 Kärntner Bezirksstraßen aufgezählt.[6] 1872–1949 gehörte sie zum Netz der Kärntner Landesstraßen und wurde als Görtschitzthaler Straße bezeichnet.[7]

Die Görtschitztal Straße befand sich wie die anderen ehemaligen Bundesstraßen in der Bundesverwaltung. Seit 1. April 2002 steht sie unter Landesverwaltung und führt zwar das B in der Nummer weiterhin, nicht aber die Bezeichnung Bundesstraße.

## Galerie

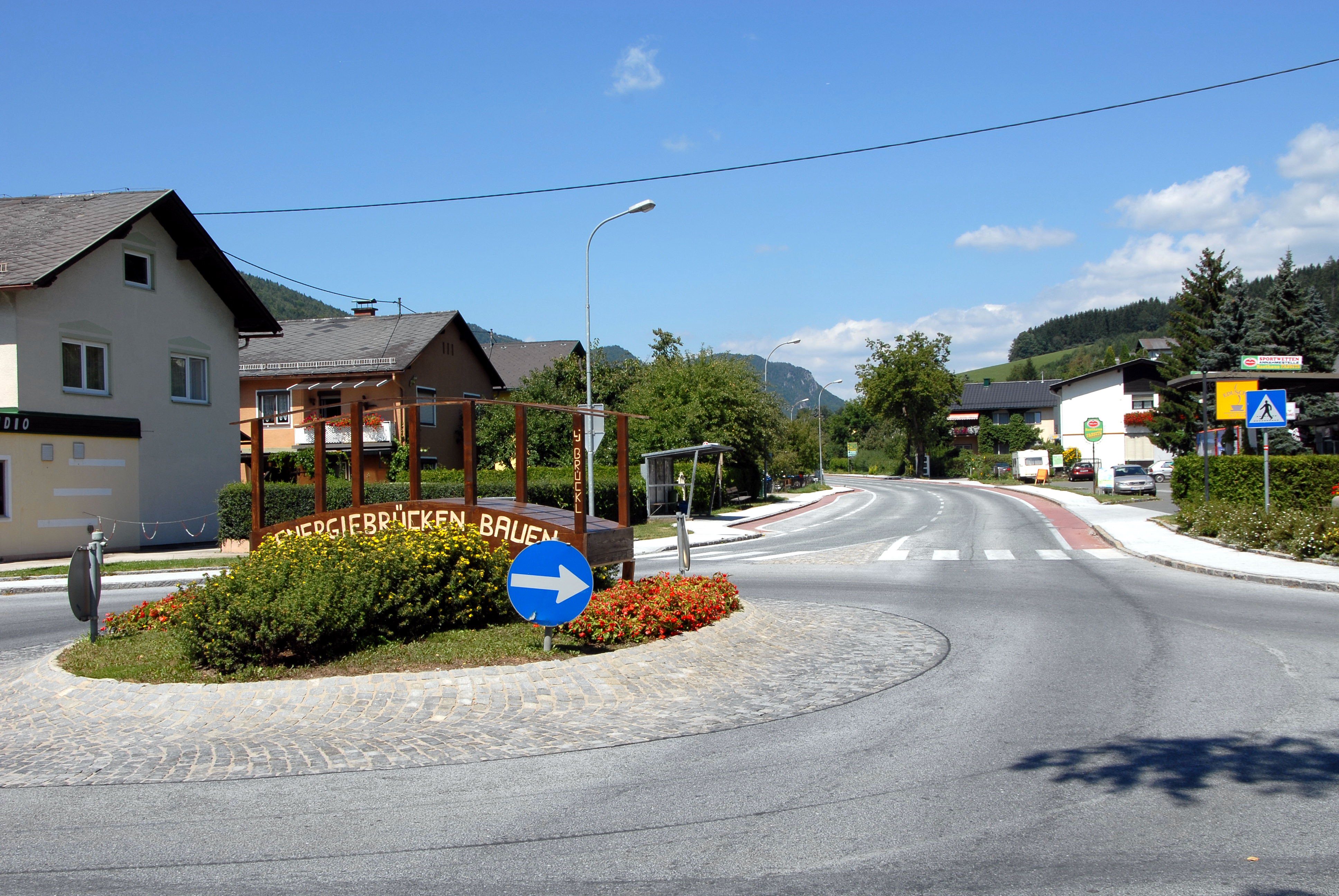
In Brückl
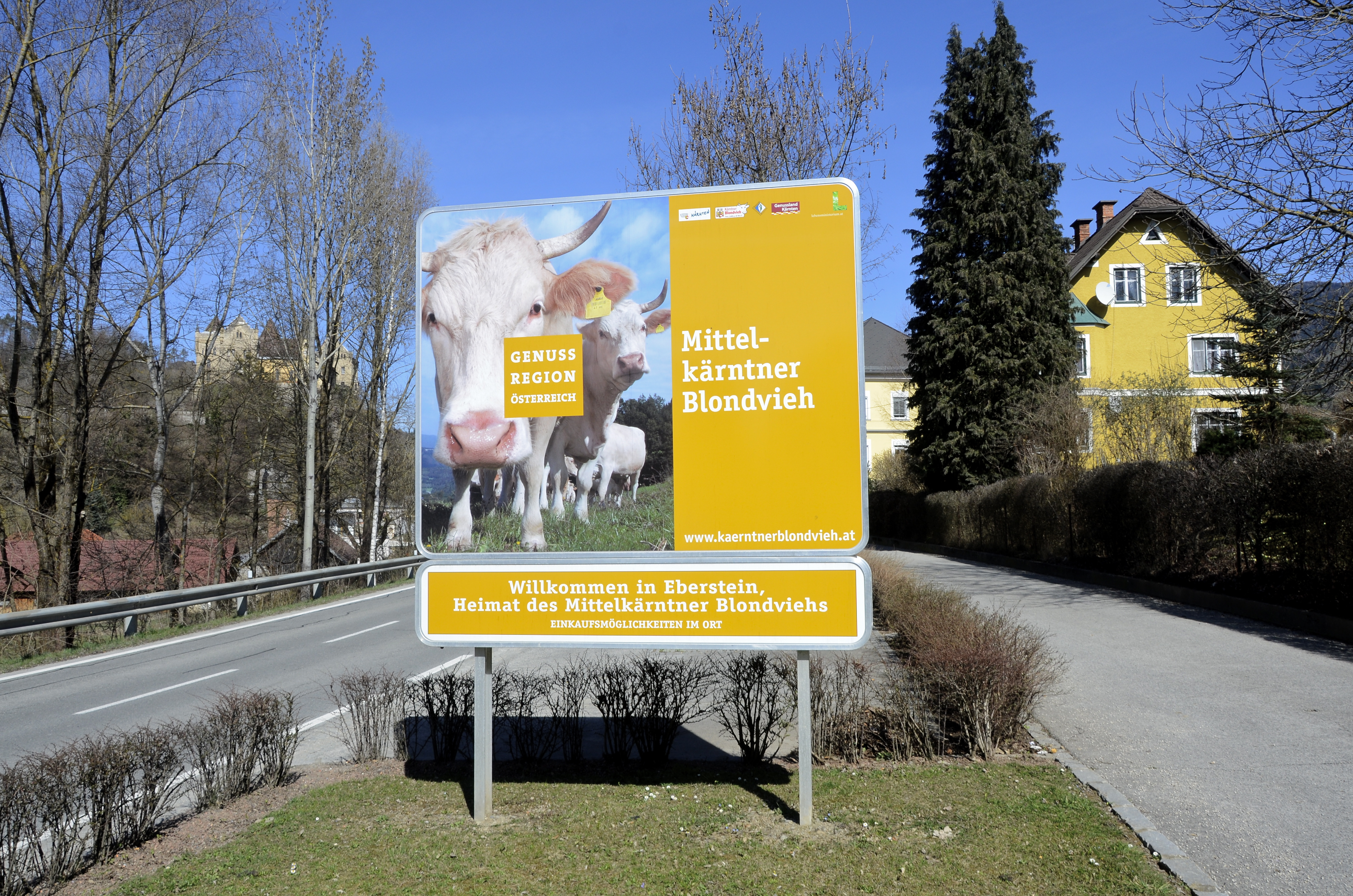
In Eberstein
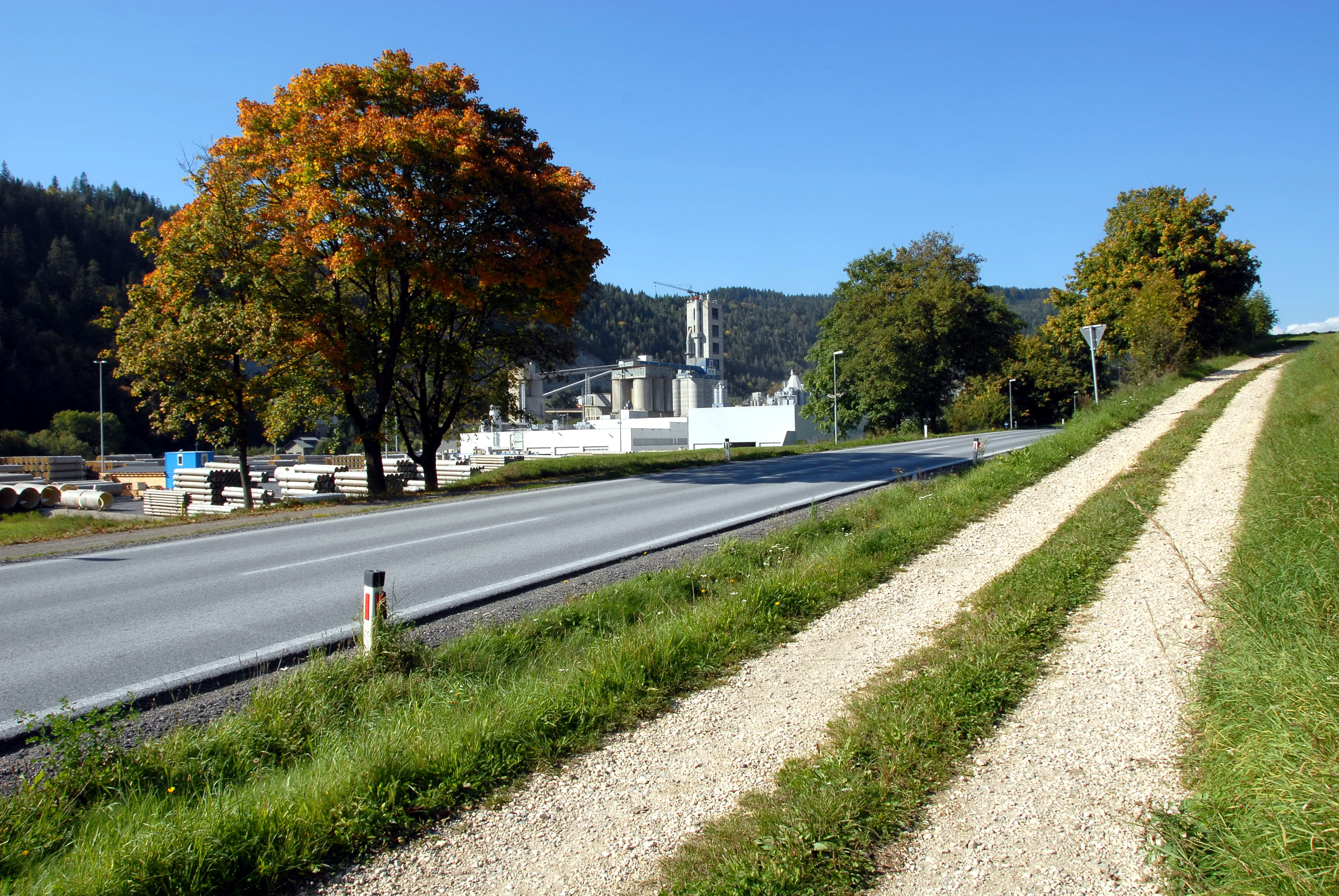
Nördlich von Klein Sankt Paul
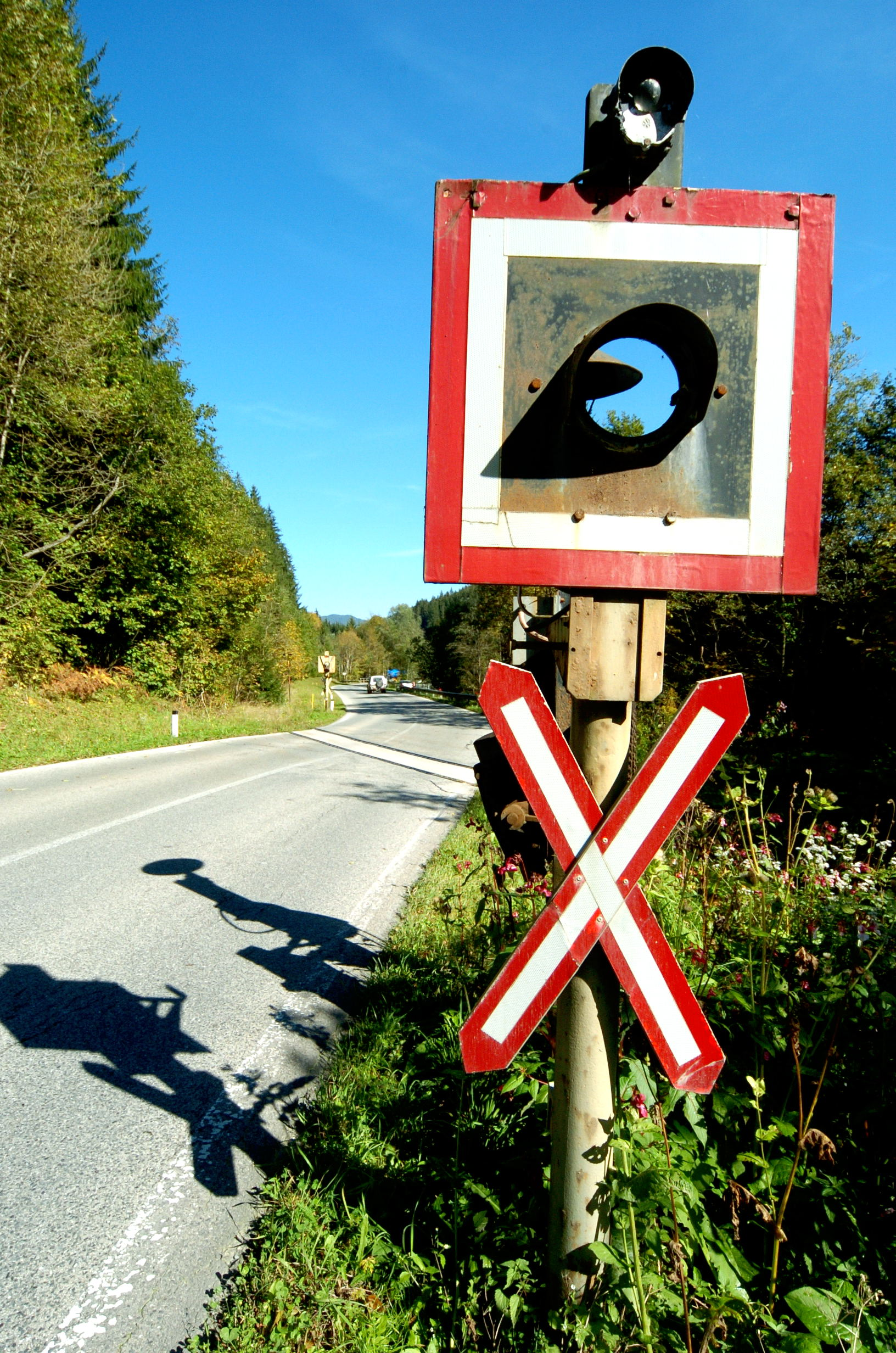
Aufgelassener Bahnübergang südlich von Hüttenberg
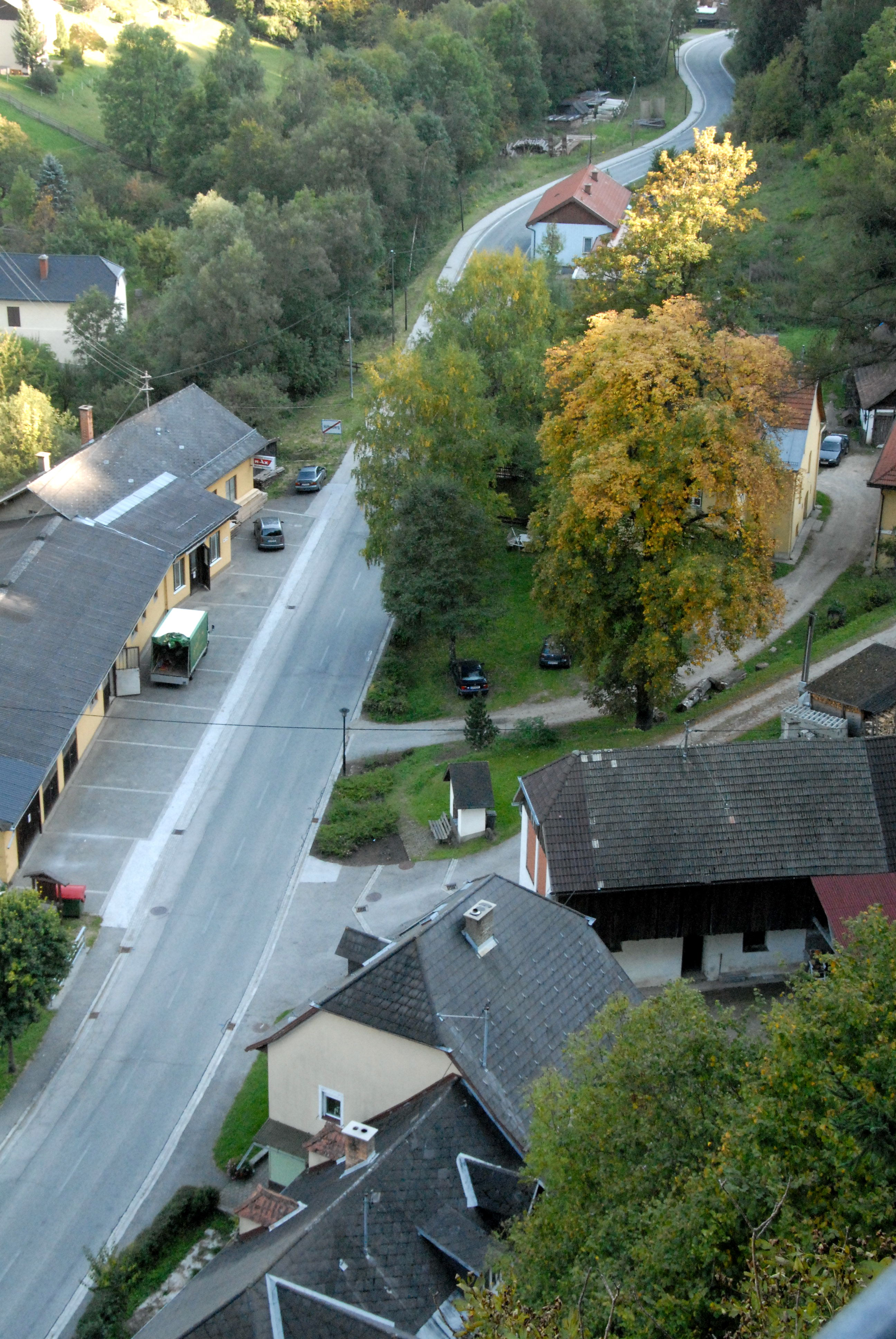
Ab Lingkor in Hüttenberg
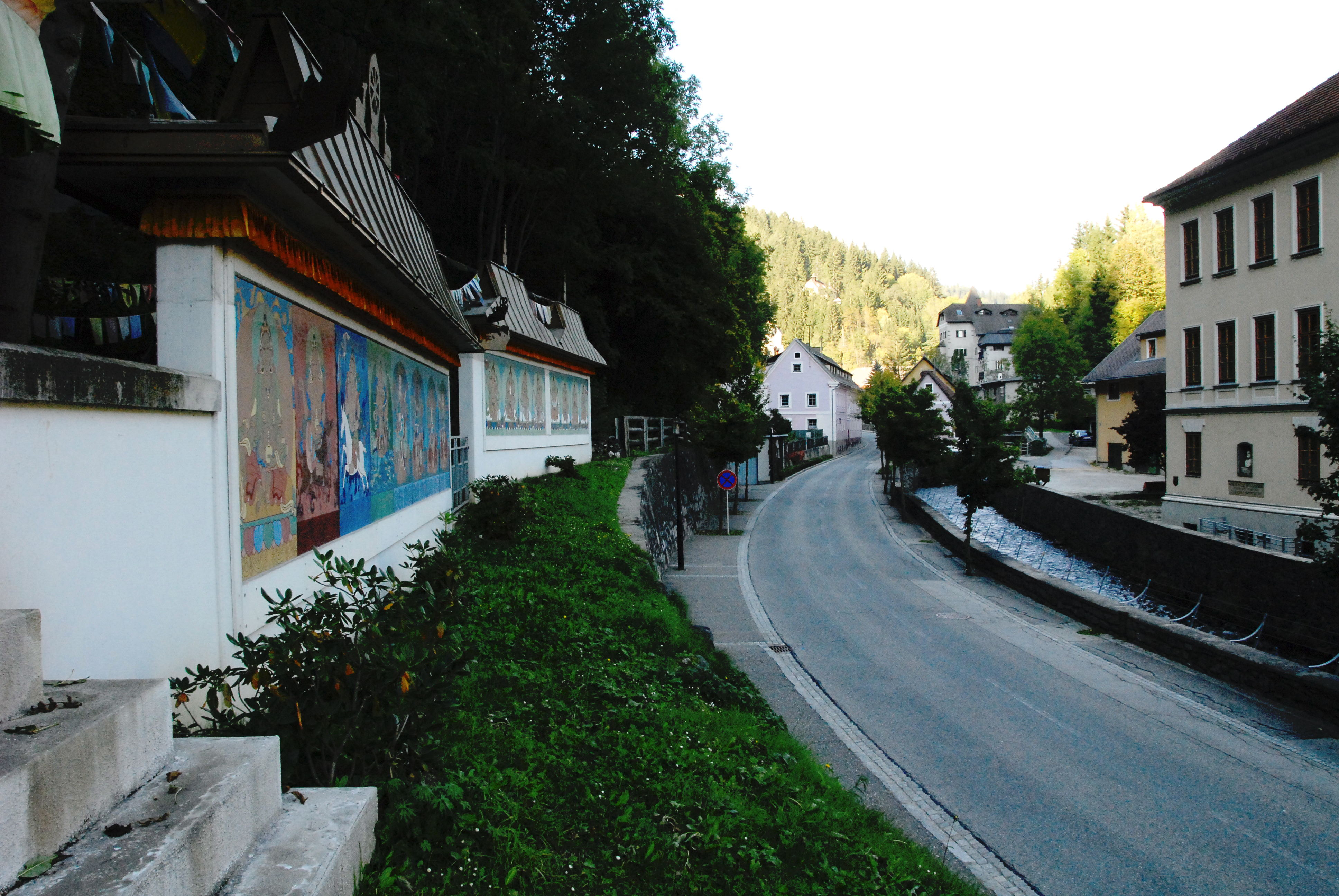
Zwischen Lingkor, Görtschitz und Heinrich-Harrer-Museum